# Rosenus acutus
Rosenus acutus är en insektsart som beskrevs av Beamer 1938. Rosenus acutus ingår i släktet Rosenus och familjen dvärgstritar. Inga underarter finns listade i Catalogue of Life.